# Шипрок (Нью-Мексико)
Шипрок (англ.  Shiprock ) — город в округе Сан-Хуан в штате Нью-Мексико США.

## Описание
Находится на северо-западе Нью-Мексико. Расположенный в обширной резервации навахо, город, первоначально называвшийся Нидлс, был основан в 1903 году как центр племенного правительства. Он служил таковым до 1938 года, когда нация Навахо основала свою столицу в Уиндоу-Рок, Аризона. Город получил своё название от Шипрок, вулканической скалы, расположенной в 10 милях (16 км) к юго-западу. Эта скала возвышается на 1400 футов (420 метров) над пустыней; на языке навахо скала называется навахо tse bida’h, «крылатая скала» и она занимает видное место в мифологии навахо. Население в 2010 году — 8295 жителей, в 2020 году — 7718 жителей.

## Население
| 2000 | 2010  | 2020  |
| ---- | ----- | ----- |
| 8156 | ↗8295 | ↘7718 |